# Église de l'Ascension de Vilnius
L'église de l'Ascension du Seigneur, dite aussi église des Missionnaires, est une ancienne église catholique de l'ancien couvent des Missionnaires de Vilnius. Elle fut construite en 1695 et se trouve dans la vieille ville.

## Histoire

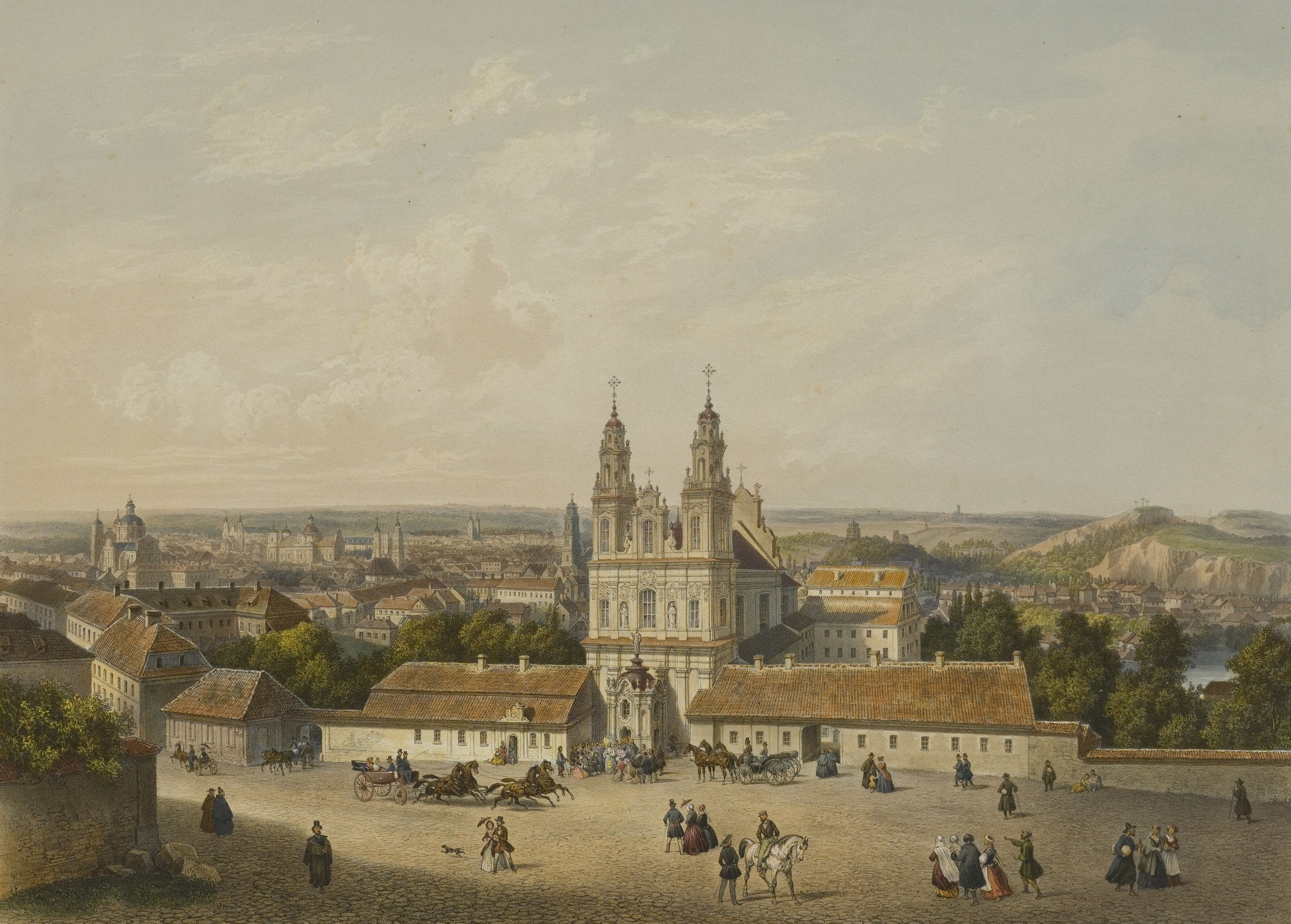
Vue de l'église et du couvent par Zygmunt Vogel (1764-1826)

L'église baroque fait partie d'un ensemble qui se trouvait alors dans les faubourgs de la ville. L'église faisait partie du couvent des Missionnaires, jouxtant le palais épiscopal de Mgr Sanhuszki, entouré d'un grand parc. Cet ensemble architectural ne fut achevé que vers 1730, et fut réaménagé par l'architecte germano-balte Johann Christoph Glaubitz qui construisit en particulier les deux tours de la façade.
L'église fut fermée en 1844, et sa communauté fut incorporée à la paroisse de l'église Saint-Jean-Baptiste-et-Saint-Jean-l'Évangéliste de Vilnius, contre l'université. Elle fut rouverte après 1860 et restaurée sur des fonds privés. Aujourd'hui elle sert de garde-meuble pour les musées du pays.